# Носна кърпа
Носната кърпа е парче плат или мека хартия (наричани и "книжни кърпи") - най-често квадрат с размери около 20-30 сантиметра - предназначено да задоволява хигиенни нужди и използвано най-вече за избърсване на сополи от носа или на сълзи от очите. Също така има и декоративна функция - като моден атрибут се носи в горния джоб на мъжки костюми и е желателно, макар не и задължително цветово да съвпада с вратовръзката.
Платнените носни кърпи се изработват от лен, памук или коприна. Дълго време се ползват главно от аристокрацията и най-богатите и изтъкнати граждани. На Изток носните кърпи са привилегия само на князете. Около 16 век в Европа носните кърпи се носят само от знатни дами.
Днес (20.-21. век) платнените носни кърпи са почти напълно изместени от книжните, които се употребяват масово и служат и като салфетки.
В миналото често платнените имат бродерии или щампи. На тях често са били бродирани инициалите на притежателя. През Средновековието носните кърпи са романтичен символ на любовта. Дамите дават своите носни кърпи на рицарите, за да им напомнят да се върнат у дома при любимите си.